# Glischrocaryon angustifolium
Glischrocaryon angustifolium är en slingeväxtart som först beskrevs av Christian Gottfried Daniel Nees von Esenbeck, och fick sitt nu gällande namn av M.L.Moody och Les. Glischrocaryon angustifolium ingår i släktet Glischrocaryon och familjen slingeväxter. Inga underarter finns listade i Catalogue of Life.